# Netelia magniceps
Netelia magniceps là một loài tò vò trong họ Ichneumonidae.